# Philippine Daily Inquirer
Il Philippine Daily Inquirer, noto semplicemente anche come Inquirer, è un quotidiano filippino nato a Manila nel 1985. È il più diffuso nel paese con una circolazione media di circa 250 000 copie al giorno.
È un quotidiano liberale, da molti considerato vicino al centro-sinistra.

## Storia
Il Philippine Daily Inquirer venne fondato il 9 dicembre 1985 da Eugenia Apóstol, Max Solivén e Betty Go-Belmonte (moglie del politico Feliciano Belmonte Jr.), durante gli ultimi mesi dell'amministrazione di Ferdinand Marcos. Con la sua nascita, divenne uno dei primi quotidiani privati nell'era Marcos.
Nel novembre 2017 la famiglia Prieto, azionista di controllo del gruppo proprietario, girò il pacchetto di maggioranza delle azioni del Philippine Daily Inquirer all'imprenditore sinofilippino Ramon Ang.